# Willy Ley

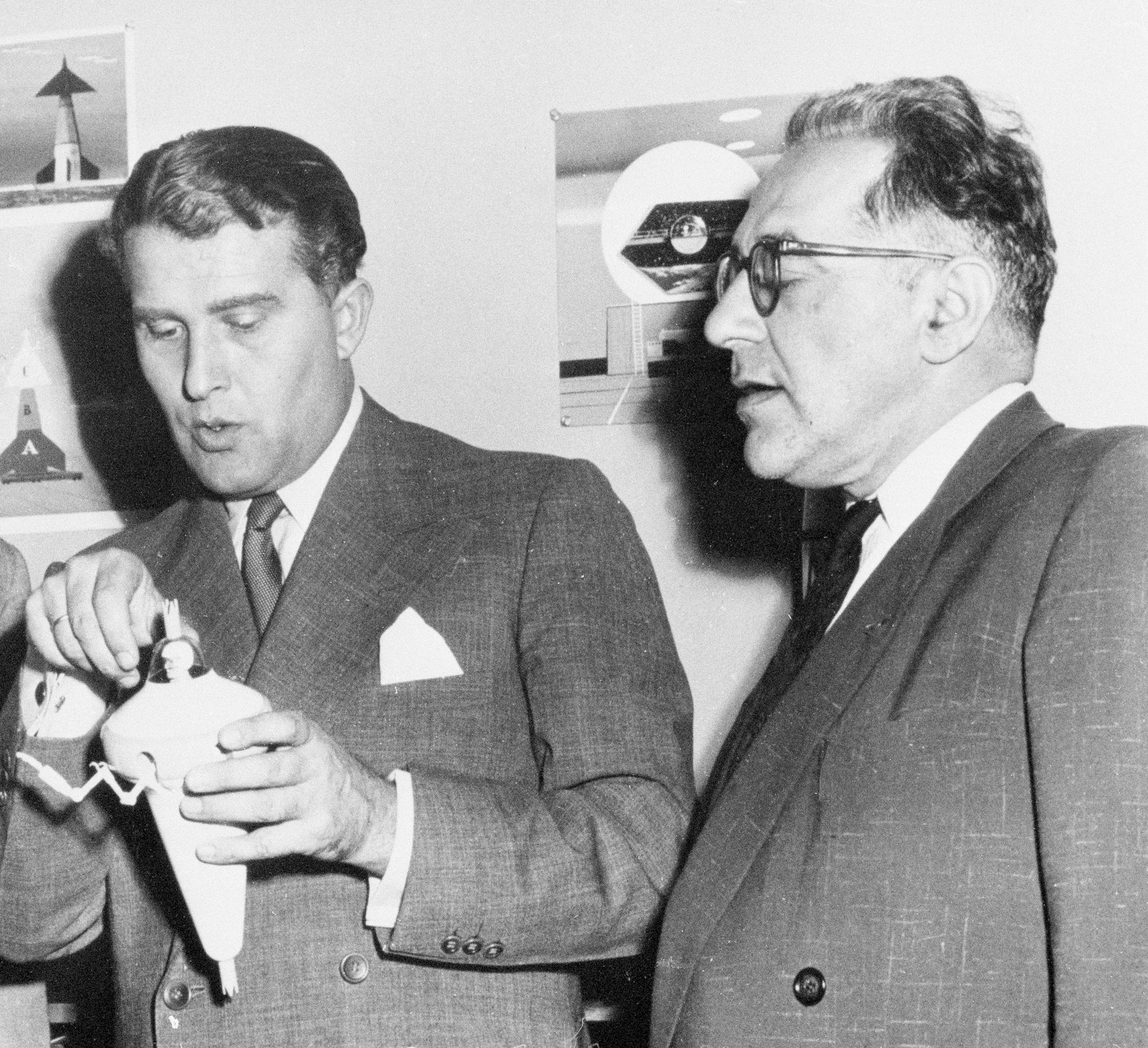
Willy Ley (a direita) com von Braun nos estudios Disney, 1954.

Willy Ley (2 de Outubro de 1906 - 24 de Junho de 1969) foi um escritor Alemão (emigrado para os Estados Unidos), que ajudou a popularizar os foguetes, viagens espaciais e história natural, tanto na Alemanha quanto nos Estados Unidos, divulganado vários aspectos da ciência em especial os ligados à conquista do espaço. 
Foi um dos fundadores da Verein für Raumschiffahrt (VfR - "Sociedade para Viagens Espaciais") que juntou muitas das mentes que tornaram as viagens espaciais realidade. A cratera Ley no lado oculto da Lua, foi batizada em sua homenagem. Ele se naturalizou como cidadão Norte americano em 1944.